# Suha pri Predosljah
Suha pri Predosljah – wieś w Słowenii, w gminie miejskiej Kranj. W 2018 roku liczyła 235 mieszkańców. 